# KV57
La tumba KV57, situada en el Valle de los Reyes, fue utilizada para el entierro de Horemheb, faraón de la dinastía XVIII.  
La tumba fue localizada por Edward Ayrton, que trabajaba para Theodore Davis, en febrero de 1908. Debido a su localización en el fondo del valle, la tumba estaba llena de escombros que habían sido arrastrados por las diferentes inundaciones acaecidas durante milenios.  
La tumba es diferente a otras tumbas reales de la dinastía XVIII, ya que tiene un eje recto en vez de un eje quebrado. También tiene bajorrelieves pintados en lugar de pinturas murales en las paredes, y en ella aparece por primera vez en la historia, pasajes del Libro de las Puertas. Además, la decoración está inacabada, a pesar de que el reinado de Horemheb duró más de veinte años.  

## Descripción

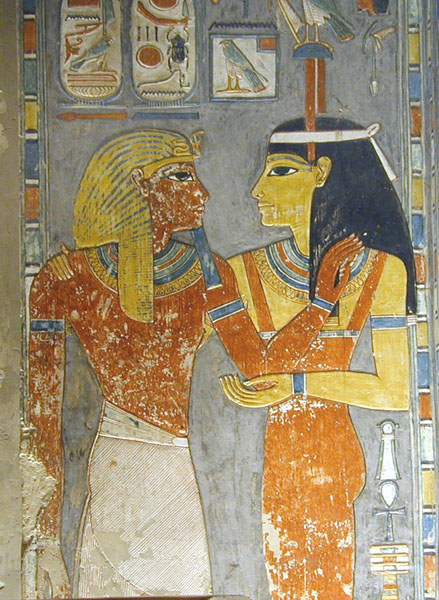
Horemheb junto a Hator, como Imentet: la diosa del Occidente (región de los muertos).

La KV57 está situada en el ramal oeste del uadi, bajo una colina cerca de la KV35, y se cruza con KV8 y KV9. 
La tumba consta de una escalera de entrada descendente, un pasadizo inclinado que conduce a otra escalera descendente y otro pasadizo que termina en un pozo. Más allá de la cámara del pozo se encuentra la primera sala con columnas. En el suelo, en el lado izquierdo de la sala con columnas, hay una escalera, originalmente sellada, que conduce a otro pasadizo descendente y, a través de otro tramo de escaleras, a la antecámara. Más allá de esta sala se encuentra la cámara funeraria con columnas, rodeada de almacenes. El suelo del otro extremo de la cámara funeraria se ha rebajado para crear una cripta. 
El diseño es de transición entre el estilo de "eje quebrado" de las tumbas de la Dinastía XVIII y las tumbas de eje recto de la Dinastía XIX;  más precisamente, este diseño se conoce como eje escalonado. El pronunciado descenso del estilo anterior se combina con los grandes corredores rectos predominantes en el estilo posterior. La sala con columnas es más cuadrada que las iteraciones anteriores, como seguiría siendo en futuras tumbas reales. Sin embargo, en esta tumba aparecen algunas características novedosas que no se vuelven a ver, como la rampa en la parte superior de las escaleras que conducen a la cripta alrededor del sarcófago, el segundo conjunto de escaleras en esta área y el entierro debajo del suelo en uno de los almacenes. 

## Localización, descubrimiento e investigación
La KV57 fue descubierta en febrero de 1908 por Edward Ayrton, quien estaba excavando en nombre de Theodore Davis. Después del descubrimiento y la excavación de la "Tumba de Oro" (KV56) en enero de 1908,  la limpieza del fondo del valle continuó hacia el oeste, siguiendo la pared rocosa.  

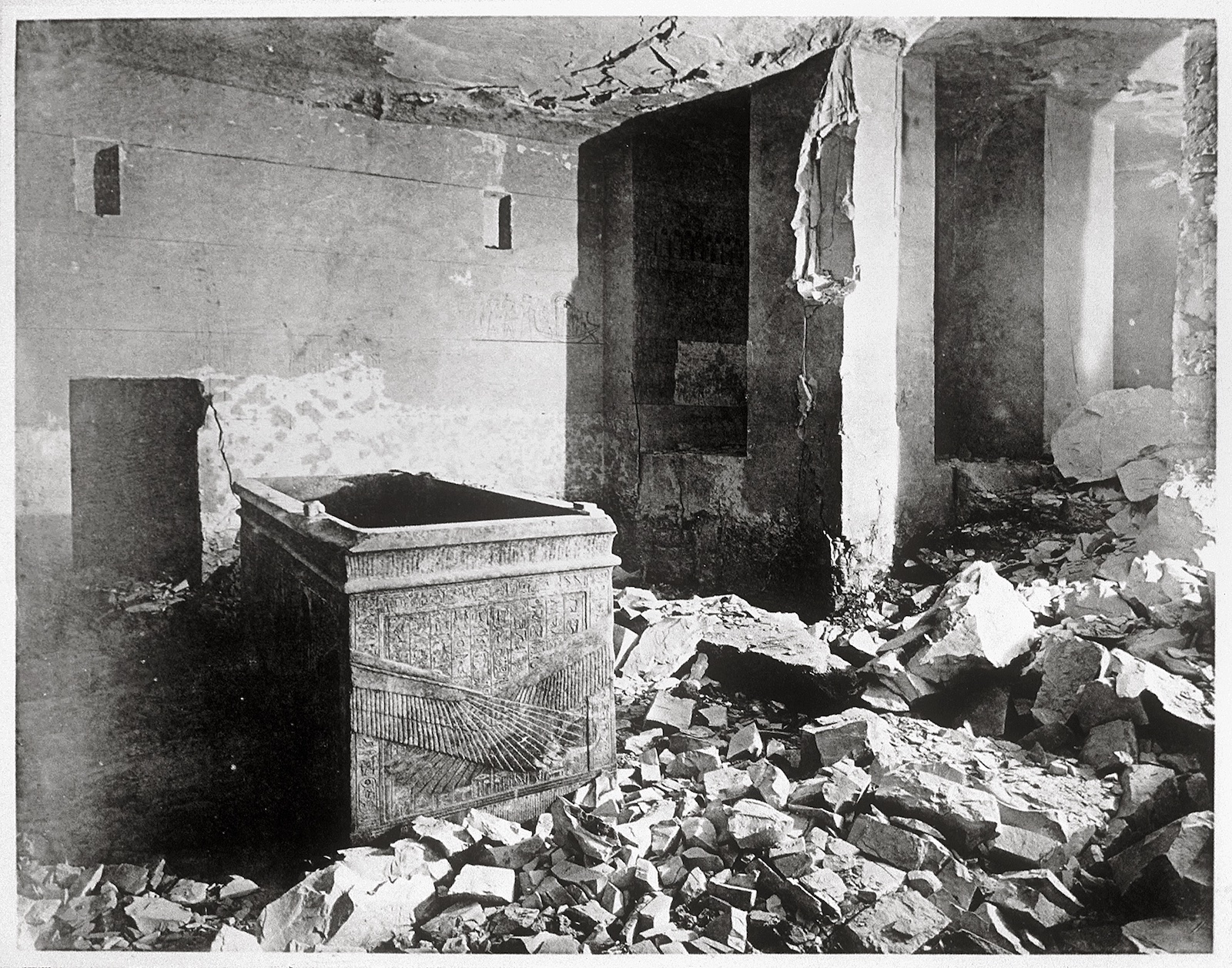
Tumba KV 57 en 1908

El 25 de febrero de 1908 se encontraron señales de una tumba y un día después se descubrió la escalera, obstruida casi por completo con arena y escombros. Davis relata que cavaron con las manos y, después de limpiar lo suficiente para que entrara una persona, Ayrton se arrastró dentro para averiguar de quién era la tumba. Encontró una inscripción hierática que nombraba a Horemheb en la pared a cierta distancia hacia el interior.  Posteriormente, tras excavar la entrada, el 29 de febrero entraron a la tumba Davis, Ayrton, Harold Jones, Max Dalison y Arthur Weigall . 

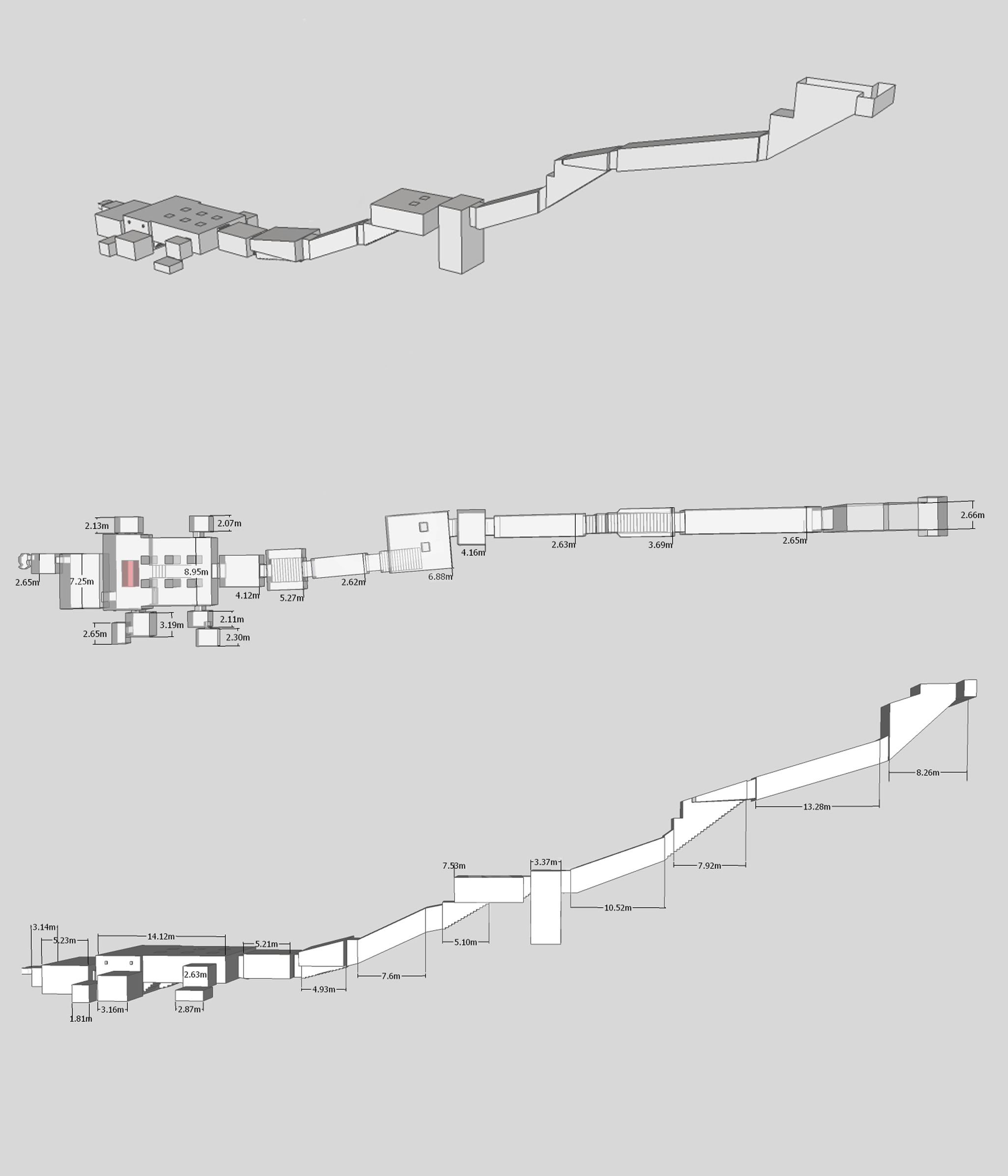
Plano de la tumba KV57

El grupo se deslizó sobre la arena y las piedras que todavía llenaban parcialmente los pasillos hasta llegar al borde de la cámara del pozo que contenía una exquisita decoración.  De ese hecho, Weigall relató:
Alzando las lámparas, se veía que las paredes circundantes estaban cubiertas de pinturas maravillosamente conservadas... Allí se veía a Horemheb de pie ante Isis, Osiris, Horus y otros dioses; sus cartuchos se destacaban audazmente entre las elaboradas inscripciones. Los colores eran extremadamente ricos y, aunque había tanto que ver por delante, nos quedamos allí unos minutos, mirándolos con un sentimiento muy parecido al asombro. 
Después de admirar las pinturas, se adentraron más en la tumba. Se encontró que el pozo estaba parcialmente lleno de escombros y se cruzó con la ayuda de una escalera. La pared decorada del otro lado del pozo había sido rota por antiguos ladrones que no se dejaron engañar por la entrada oculta. El grupo continuó hacia la sala con columnas, observando que había secciones del techo derrumbado. En la cámara funeraria, la naturaleza inacabada de la decoración llamó la atención, al igual que las columnas desmoronadas y las secciones caídas del techo. Además de la piedra caliza caída, el suelo estaba cubierto de los restos del entierro saqueado, en su mayoría figuras de madera y algo de material vegetal.  El sarcófago abierto pero intacto que se encontraba en el área de la cripta inferior de la cámara funeraria atrajo la atención de inmediato; se encontró que contenía un cráneo y una variedad de huesos. Se encontraron más restos humanos en las cámaras laterales, incluido un entierro en una cámara hundida dentro de una de las habitaciones. Después de una rápida exploración, el grupo salió de la tumba. 
Se sabe poco sobre la excavación y limpieza real de la tumba, ya que Davis menciona que Ayrton había preparado un "informe exhaustivo" que no se pudo incluir debido al tamaño de la publicación de Davis, y desde entonces se encuentra en paradero desconocido. 

### Reexcavación
Ya en el siglo XXI, entre 2006 y 2007, la tumba fue reexcavada en un proyecto dirigido por Geoffrey Thorndike Martin. El trabajo permitió limpiar la tumba de los escombros que había dejado la excavación original, ya que los habían amontonado en las habitaciones laterales en lugar de sacarlos de la tumba.

## Hallazgos y contenido

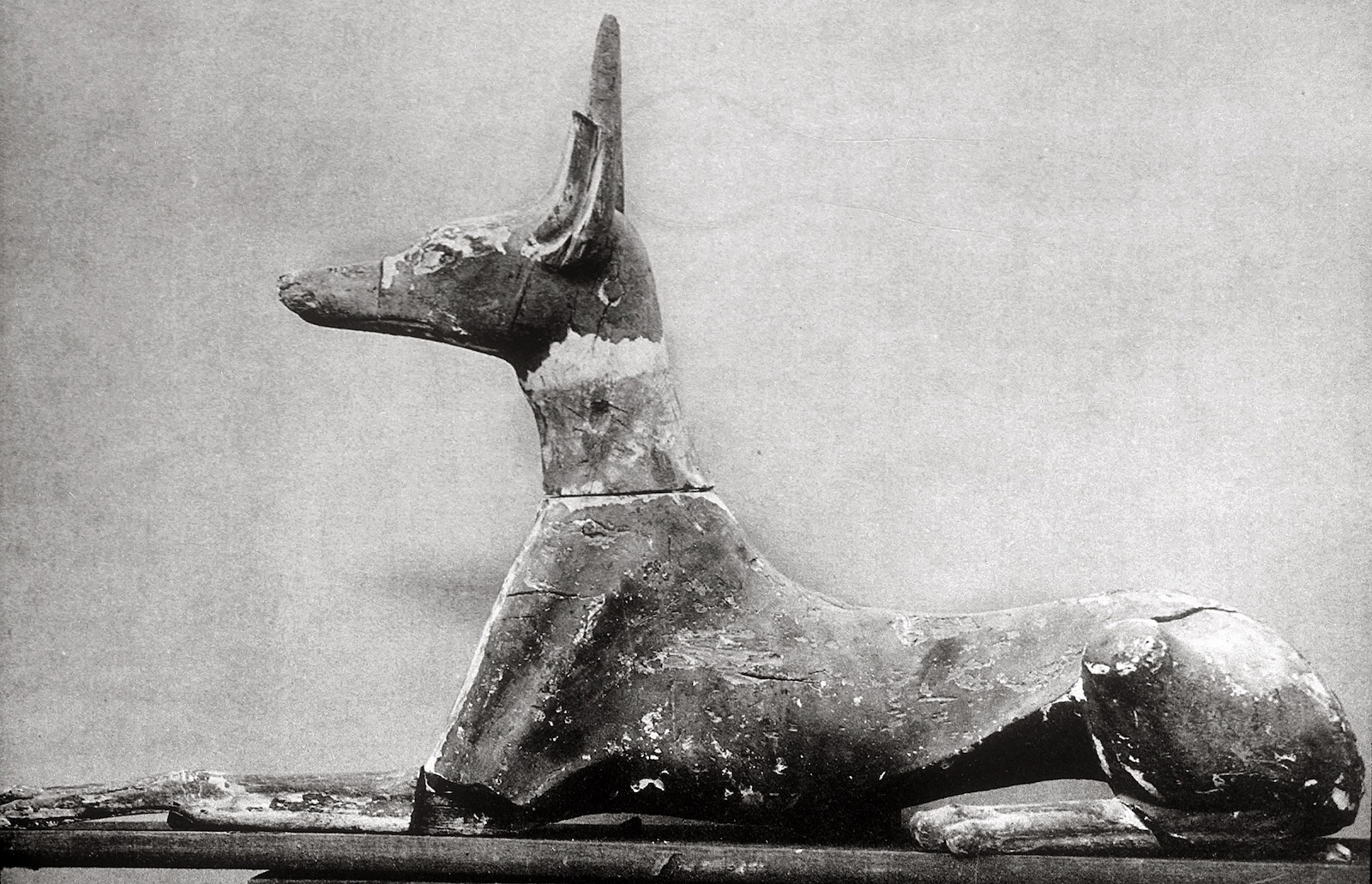
Estatua de Anubis

El objeto más grande que aún permanece en la tumba es el sarcófago de granito rojo del faraón, que Davis describió como "uno de los más hermosos jamás encontrados".  Fue hecho en el mismo estilo que los de Akenatón, Tutankamón y Ay, en forma de un pilono rectangular completo con cornisa, moldura de toro, y diosas protectoras en cada esquina. La tapa había sido quitada en la antigüedad y se hallaba rota en el suelo.  
Gran parte de lo poco que quedaba del ajuar funerario estaba roto y fragmentado debido al saqueo sufrido en la antigüedad. Se encontraron pequeños fragmentos de ataúd de madera de cedro inscritos y recubiertos de resina, y un cofre canopo de alabastro , tallado de un solo bloque que había sido destrozado y en el que se encontraron intestinos embalsamados. También se encontraron partes de cuatro mesas de embalsamamiento en miniatura con cabeza de león. 

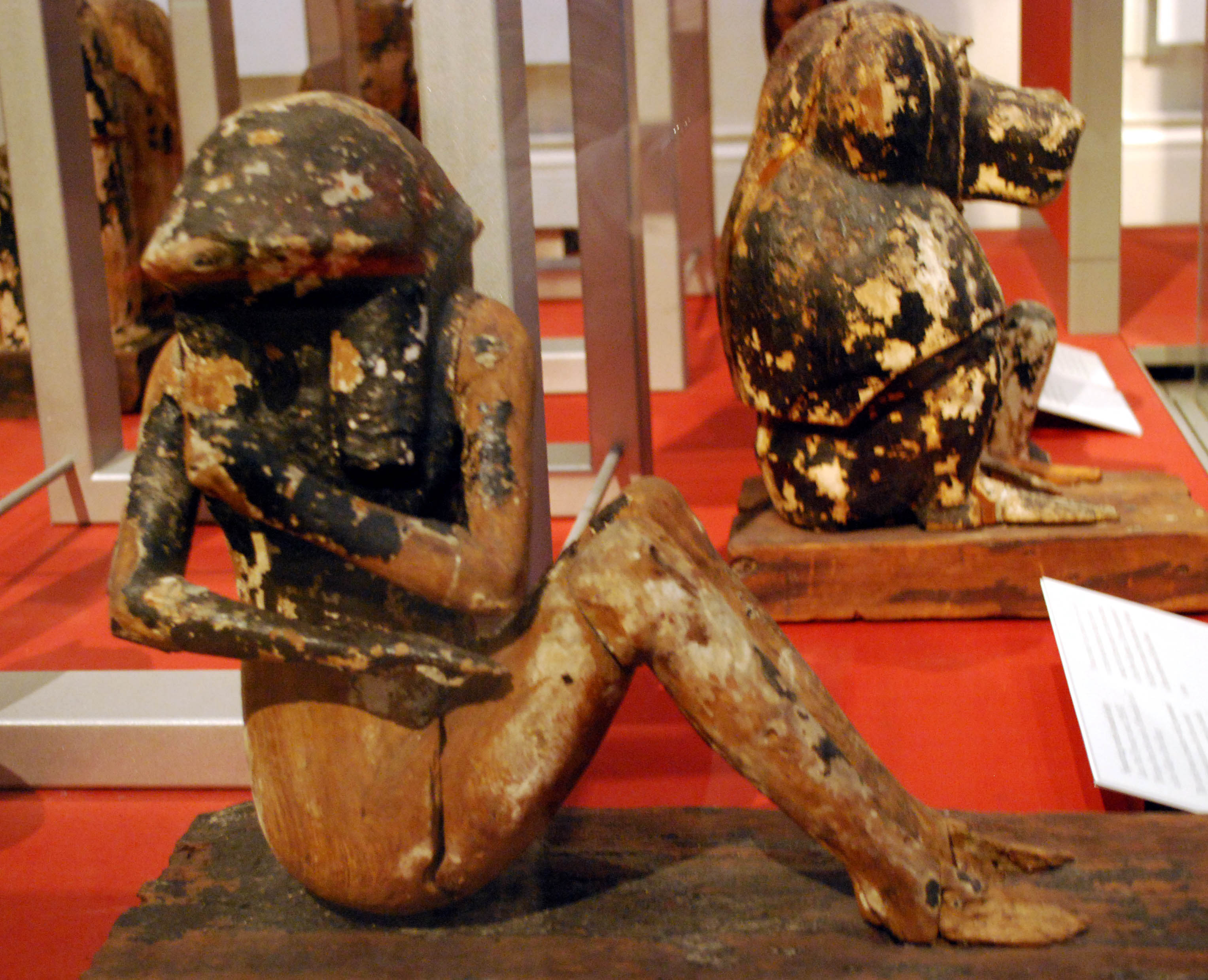
Deidades encontradas en la tumba

Entre las figuras funerarias recuperadas se encontraron "estatuas guardianas" de tamaño natural, rotas a la altura de la rodilla y sin rostros o extremidades. Se encontraron cabezas de divinidades con cabeza de hipopótamo, cabeza de vaca y cabeza de leona, así como tres grandes estatuas de Anubis similares al santuario de Anubis de Tutankamón . Otros restos de madera incluían estatuas de un leopardo, halcones, un cisne y una figura de Osiris naciendo.  
Otros hallazgos incluyeron ladrillos mágicos, modelos de barcos, partes de sillas fijas y plegables, un reposacabezas, cuentas y jarrones de alabastro. Se encontró un solo vaso canopo de la Dinastía XVIII que no era real y tenía un tapón con cabeza humana; llevaba una inscripción hierática que nombra a un tal 'Sanoa'. 

### Restos humanos
Grafton Elliot Smith realizó un examen superficial de los restos humanos y determinó que los restos de las cámaras laterales pertenecían a dos mujeres, los cráneos en el suelo de la cámara funeraria pertenecían a un hombre y dos mujeres, y el sarcófago contenía los huesos de una sola persona de sexo incierto.  Se desconocen sus identidades, pero es posible que hayan sido miembros menores de la familia real que no fueron movidos cuando se desmanteló el entierro real, restos de un posible escondite o entierros intrusivos que datan del Tercer Período Intermedio.  Nicholas Reeves sugiere que Horemheb está de hecho entre los restos humanos encontrados en KV57. Postula que, basándose en el grafiti de tinta, la momia del rey fue removida y envuelta nuevamente durante el Wehem Mesut . Durante esta restauración, el cuerpo fue separado de su ataúd, que luego se usó para el entierro de Ramsés II, antes de ser devuelto a la tumba junto con otras momias reales, formando un tercer escondite real.

## Decoración

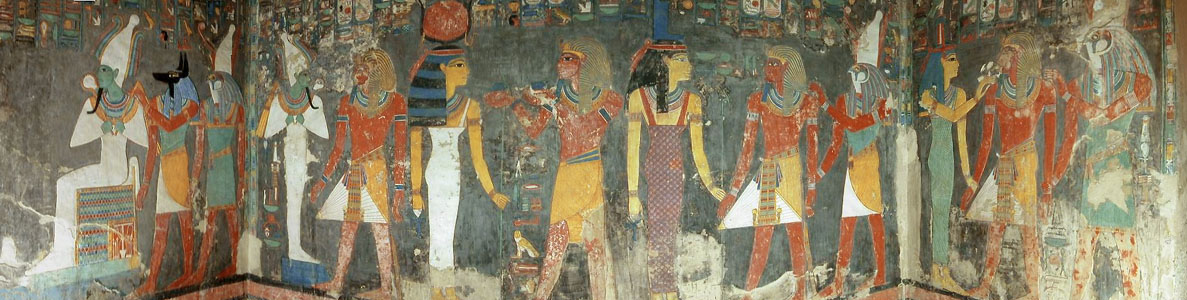

Al igual que en las tumbas anteriores, la decoración se limita a tres paredes de la cámara del pozo, la antecámara y la cámara funeraria, aunque por primera vez en una tumba real, las paredes están decoradas con bajorrelieves pintados en lugar de pinturas murales más sencillas. Gran parte de la decoración de la cámara funeraria está inacabada, lo que preserva el proceso desde los bocetos preliminares en cuadrícula, las correcciones, el tallado y, finalmente, la pintura. El uso del color es particularmente llamativo, con las figuras y los jeroglíficos pintados de colores brillantes que se destacan contra el fondo azul grisáceo.  Los excavadores también quedaron impresionados por la belleza de la decoración, como escribe Maspero:
La primera impresión que sentimos al entrar en estas salas es de absoluta admiración. Los colores siguen siendo tan frescos y el juego de tonos tan armonioso a pesar de ser tan brillante, la disposición de las figuras en las paredes está tan bien equilibrada que no podemos sentir más que placer y satisfacción. 
Los relieves de la cámara del pozo y de la antecámara continúan la tradición iniciada en la tumba de Tutmosis IV, que representa a Horemheb haciendo ofrendas a los dioses y diosas asociados con el más allá; sin embargo, aquí Nut es reemplazada por Isis. La decoración de la cámara funeraria utiliza escenas del Libro de las Puertas en lugar del Amduat por primera vez.